# Dodona albescens
Dodona albescens är en fjärilsart som beskrevs av Charles Oberthür 1896. Dodona albescens ingår i släktet Dodona och familjen Riodinidae. Inga underarter finns listade i Catalogue of Life.